# Tesijn gol
Tesijn gol (mong. Тэсийн гол; ros. Тес-Хем, Ties-Chiem; tuwiński Тес-Хем, Tes-Chem) – rzeka w północno-zachodniej Mongolii i Rosji (Tuwa). 
Liczy 568 km a powierzchnia jej dorzecza wynosi 33 358 km². W dolnym biegu średni przepływ wynosi 56 m³/s. Źródła znajdują się w górach Bulnaj. W swoim dolnym biegu płynie przez Kotlinę Uwską i uchodzi do jeziora Uws-nur tworząc zabagnioną deltę. Szerokość koryta dochodzi w niektórych miejscach do 120 m. W lecie rzeka występuje z koryta, natomiast w zimie zamarza.